# Tidningsstatistik AB
TS, tidigare Tidningsstatistik AB, var ett bolag som granskade och sammanställde upplagor och distributionsstatistik för dagstidningar, tidskrifter med mera. Sedan 2022 genomförs detta arbete i enlighet med TS-regelverk hos företaget Kantar Media Sweden AB under namnet Kantar Media Audit. Man erbjuder den svenska mediemarknaden opartisk och granskad information om upplagor för tryckta media men även för webbplatser, podcasts, nyhetsbrev med mera.
Begreppet TS-upplaga används vid redovisning av upplagor för dagspress, nyhetstidningar, fack- och populärpress. Redovisningen sker enligt principer angivna av TS.
Med RS distribution (RS, reklamstatistik) avses på liknande sätt statistik över till exempel gratistidningar, annonsblad och kataloger.
TS började redovisa dagstidningsupplagor på 1940-talet. Dessa siffror används bland annat som parametrar för beviljande av presstöd / mediestöd. På 2010-talet lämnade Bonnierkoncernen och Aftonbladet TS-systemet, varefter det inte längre funnits något samlat mått för samtliga dagstidningsupplagor i Sverige.
TS utgav ett flertal statistiska publikationer, inte minst TS-boken som utkom från 1942 och flera år framåt. Från 1972 utgav man även en tidning, TS-tidningen.

## Historik
TS hade sitt ursprung i avdelningen för tidningsstudier vid Institutet för marknadsundersökningar (IMU) som var en del av annonsbyrån Ervaco. IMU hade börjat undersöka upplagor och spridning 1937.
År 1942 överläts avdelningen för tidningsstudier till Svenska auktoriserade annonsbyråer förening och Tidningsstatistik AB bildades. Ägandet breddades med Svenska Tidningsutgivareföreningen 1945 och Svenska annonsörers förening 1952.
Företaget bytte under 2000-talet namn till TS Mediefakta AB. I januari 2019 uppgick det i Kantar Sifo, senare Kantar Media.